# Bvi
bvi (від англ. binary vi — «бінарний vi») — консольний шістнадцятковий редактор, тобто редактор двійкових файлів, представлених у вигляді шістнадцяткових чисел. При створенні редактора за основу було взято текстовий редактор vi.
bvi здатен запускатися на більшості Unix-подібних платформ та DOS/Windows. Редактор написав та опублікував під ліцензією GNU GPL програміст Ґергард Бьорґманн (Gerhard Bürgmann).